# Les Cent Meilleurs Romans policiers de tous les temps

Les Cent Meilleurs Romans policiers de tous les temps (The Top 100 Crime Novels of All Time) est une liste estimée, publiée en 1990 par la Crime Writers' Association, une association d'auteurs basée au Royaume-Uni.
En 1995, l'association Mystery Writers of America, basée elle aux États-Unis, a publié une liste similaire, intitulée The Top 100 Mystery Novels of All Time (listée plus bas).
Ces listes contiennent respectivement 99 % et 98 % de romans en langue anglaise.

## Liste britannique des cent meilleurs livres (Crime Writers' Association)
| no  | Titre original                                                 | Titre français                                                                       | Auteur                               | Année     |
| --- | -------------------------------------------------------------- | ------------------------------------------------------------------------------------ | ------------------------------------ | --------- |
| 1   | The Daughter of Time                                           | La Fille du temps                                                                    | Josephine Tey                        | 1951      |
| 2   | The Big Sleep                                                  | Le Grand Sommeil                                                                     | Raymond Chandler                     | 1939      |
| 3   | The Spy Who Came In From the Cold                              | L'Espion qui venait du froid                                                         | John le Carré                        | 1963      |
| 4   | Gaudy Night                                                    | Le Cœur et la Raison                                                                 | Dorothy L. Sayers                    | 1935      |
| 5   | The Murder of Roger Ackroyd                                    | Le Meurtre de Roger Ackroyd                                                          | Agatha Christie                      | 1926      |
| 6   | Rebecca                                                        | Rebecca                                                                              | Daphne du Maurier                    | 1938      |
| 7   | Farewell My Lovely                                             | Adieu, ma jolie                                                                      | Raymond Chandler                     | 1940      |
| 8   | The Moonstone                                                  | La Pierre de lune                                                                    | Wilkie Collins                       | 1868      |
| 9   | The IPCRESS File                                               | Ipcress, danger immédiat                                                             | Len Deighton                         | 1962      |
| 10  | The Maltese Falcon                                             | Le Faucon de Malte Le Faucon maltais                                                 | Dashiell Hammett                     | 1930      |
| 11  | The Franchise Affair                                           | Elle n'en pense pas un mot                                                           | Josephine Tey                        | 1948      |
| 12  | Last Seen Wearing ...                                          | On recherche                                                                         | Hillary Waugh                        | 1952      |
| 13  | Il nome della rosa                                             | Le Nom de la rose                                                                    | Umberto Eco                          | 1980      |
| 14  | Rogue Male                                                     | Le Solitaire (en) (film)                                                             | Geoffrey Household                   | 1939      |
| 15  | The Long Goodbye                                               | The Long Goodbye                                                                     | Raymond Chandler                     | 1953      |
| 16  | Malice Aforethought                                            | Complicité                                                                           | Francis Iles                         | 1931      |
| 17  | The Day of the Jackal                                          | Chacal                                                                               | Frederick Forsyth                    | 1971      |
| 18  | The Nine Tailors                                               | Les Neuf Tailleurs                                                                   | Dorothy L. Sayers                    | 1934      |
| 19  | Ten Little Niggers Ten Little Indians And Then There Were None | Dix Petits Nègres Ils étaient dix                                                    | Agatha Christie                      | 1939      |
| 20  | The Thirty-Nine Steps                                          | Les 39 Marches                                                                       | John Buchan                          | 1915      |
| 21  | Canon of Sherlock Holmes                                       | Canon de Sherlock Holmes (56 nouvelles)                                              | Arthur Conan Doyle                   | 1892–1927 |
| 22  | Murder Must Advertise                                          | Lord Peter et l'Autre                                                                | Dorothy L. Sayers                    | 1933      |
| 23  | Tales of Mystery & Imagination                                 | Tales of Mystery and Imagination (contes)                                            | Edgar Allan Poe                      | 1852      |
| 24  | The Mask of Dimitrios A Coffin for Dimitrios                   | Le Masque de Dimitrios                                                               | Eric Ambler                          | 1939      |
| 25  | The Moving Toyshop                                             | The Moving Toyshop                                                                   | Edmund Crispin                       | 1946      |
| 26  | The Tiger in the Smoke                                         | La Nuit du tigre                                                                     | Margery Allingham                    | 1952      |
| 27  | The False Inspector Dew                                        | À chacun son Dew                                                                     | Peter Lovesey                        | 1982      |
| 28  | The Woman in White                                             | La Femme en blanc La Dame en blanc                                                   | Wilkie Collins                       | 1860      |
| 29  | A Dark-Adapted Eye                                             | Véra va mourir                                                                       | Barbara Vine (Ruth Rendell)          | 1986      |
| 30  | The Postman Always Rings Twice                                 | Le facteur sonne toujours deux fois                                                  | James M. Cain                        | 1934      |
| 31  | The Glass Key                                                  | La Clé de verre                                                                      | Dashiell Hammett                     | 1931      |
| 32  | The Hound of the Baskervilles                                  | Le Chien des Baskerville                                                             | Arthur Conan Doyle                   | 1901–1902 |
| 33  | Tinker, Tailor, Soldier, Spy                                   | La Taupe                                                                             | John le Carré                        | 1974      |
| 34  | Trent's Last Case                                              | L'Affaire Manderson                                                                  | E. C. Bentley                        | 1913      |
| 35  | From Russia, with Love                                         | Bons Baisers de Russie Échec à l'Orient-Express                                      | Ian Fleming                          | 1957      |
| 36  | Cop Hater                                                      | Du balai !                                                                           | Ed McBain                            | 1956      |
| 37  | The Dead of Jericho                                            | Mort à Jericho (en)                                                                  | Colin Dexter                         | 1981      |
| 38  | Strangers on a Train                                           | L'Inconnu du Nord-Express                                                            | Patricia Highsmith                   | 1950      |
| 39  | A Judgement in Stone                                           | L'Analphabète (film)                                                                 | Ruth Rendell                         | 1977      |
| 40  | The Hollow Man The Three Coffins                               | Trois cercueils se refermeront                                                       | John Dickson Carr                    | 1935      |
| 41  | The Poisoned Chocolates Case                                   | Le Club des détectives                                                               | Anthony Berkeley                     | 1929      |
| 42  | A Morbid Taste for Bones                                       | Trafic de reliques                                                                   | Ellis Peters                         | 1977      |
| 43  | The Leper of Saint Giles                                       | Le Lépreux de Saint-Gilles                                                           | Ellis Peters                         | 1981      |
| 44  | A Kiss Before Dying                                            | La Couronne de cuivre (en) (film)                                                    | Ira Levin                            | 1953      |
| 45  | The Talented Mr. Ripley                                        | Monsieur Ripley (films un et deux) Plein soleil Le Talentueux Mr Ripley              | Patricia Highsmith                   | 1955      |
| 46  | Brighton Rock                                                  | Rocher de Brighton                                                                   | Graham Greene                        | 1938      |
| 47  | The Lady in the Lake                                           | La Dame du lac                                                                       | Raymond Chandler                     | 1943      |
| 48  | Presumed Innocent                                              | Présumé Innocent (film)                                                              | Scott Turow                          | 1987      |
| 49  | A Demon in My View                                             | Un démon sous mes yeux (L'Enveloppe mauve)                                           | Ruth Rendell                         | 1976      |
| 50  | The Devil in Velvet                                            | Le Diable de velours                                                                 | John Dickson Carr                    | 1951      |
| 51  | A Fatal Inversion                                              | L'Été de Trapellune                                                                  | Barbara Vine (Ruth Rendell)          | 1987      |
| 52  | The Journeying Boy The Case of the Journeying Boy              | Le Voyage d'Humphrey Paxton (en) Danger !                                            | Michael Innes                        | 1949      |
| 53  | A Taste for Death                                              | Un certain goût pour la mort                                                         | P. D. James                          | 1986      |
| 54  | The Eagle Has Landed                                           | L'aigle s'est envolé (en) (film)                                                     | Jack Higgins                         | 1975      |
| 55  | My Brother Michael                                             | La Citadelle de lumière                                                              | Mary Stewart                         | 1960      |
| 56  | Bertie and the Tin Man                                         | Honni soit qui mal y pense: mémoires policiers du roi Édouard VII                    | Peter Lovesey                        | 1987      |
| 57  | Penny Black                                                    | Penny Black                                                                          | Susan Moody                          | 1984      |
| 58  | Game, Set & Match (Berlin Game, Mexico Set, London Match)      | Trilogie : Le Réseau Brahms (en) (Réseau Brahms) Mexico Poker (en) London Match (en) | Len Deighton                         | 1984–1986 |
| 59  | The Danger                                                     | Danger                                                                               | Dick Francis                         | 1983      |
| 60  | Devices and Desires                                            | Par action et par omission (en)                                                      | P. D. James                          | 1989      |
| 61  | Under World Underworld                                         | Inédit en France (série télévisée)                                                   | Reginald Hill                        | 1988      |
| 62  | Nine Coaches Waiting                                           | Les Neuf Carosses (en)                                                               | Mary Stewart                         | 1958      |
| 63  | A Running Duck (Fair Game)                                     | Un flic pas tellement sale (film)                                                    | Paula Gosling                        | 1978      |
| 64  | Smallbone Deceased                                             | Affaire Smallbone                                                                    | Michael Gilbert                      | 1950      |
| 65  | The Rose of Tibet                                              | The Rose of Tibet (en) (voir ici)                                                    | Lionel Davidson                      | 1962      |
| 66  | Innocent Blood                                                 | La Meurtrière (en)                                                                   | P. D. James                          | 1980      |
| 67  | Strong Poison                                                  | Poison violent Lord Peter, détective                                                 | Dorothy L. Sayers                    | 1930      |
| 68  | Hamlet, Revenge!                                               | La Vengeance d'Hamlet (en)                                                           | Michael Innes                        | 1937      |
| 69  | A Thief of Time                                                | Le Voleur de temps                                                                   | Tony Hillerman                       | 1989      |
| 70  | A Bullet in the Ballet                                         |                                                                                      | Caryl Brahms (en) & S. J. Simon (en) | 1937      |
| 71  | Deadheads                                                      | La Vie en roses                                                                      | Reginald Hill                        | 1983      |
| 72  | The Third Man                                                  | Le Troisième Homme                                                                   | Graham Greene                        | 1950      |
| 73  | The Labyrinth Makers                                           |                                                                                      | Anthony Price                        | 1970      |
| 74  | The Berlin Memorandum The Quiller Memorandum                   | Berlin Memorandum (film)                                                             | Adam Hall                            | 1965      |
| 75  | Beast in View                                                  | Mortellement vôtre                                                                   | Margaret Millar                      | 1955      |
| 76  | The Shortest Way to Hades                                      |                                                                                      | Sarah Caudwell                       | 1984      |
| 77  | Running Blind                                                  | La Mort à l'aveuglette (en)                                                          | Desmond Bagley                       | 1970      |
| 78  | Twice Shy                                                      | Le Professeur                                                                        | Dick Francis                         | 1981      |
| 79  | The Manchurian Candidate                                       | Un crime dans la tête (en) (films un et deux)                                        | Richard Condon                       | 1959      |
| 80  | Killings at Badger's Drift The Killings at Badger's Drift      | Meurtres à Badger's Drift                                                            | Caroline Graham                      | 1987      |
| 81  | The Beast Must Die                                             | Que la bête meure ! (film)                                                           | Nicholas Blake                       | 1963      |
| 82  | Gorky Park                                                     | Parc Gorki (en) (film)                                                               | Martin Cruz Smith                    | 1981      |
| 83  | Death Comes as the End                                         | La mort n'est pas une fin                                                            | Agatha Christie                      | 1945      |
| 84  | Green for Danger                                               | Narcose                                                                              | Christianna Brand                    | 1945      |
| 85  | Tragedy at Law                                                 |                                                                                      | Cyril Hare                           | 1942      |
| 86  | The Collector                                                  | L'Obsédé (en) (film) L'Amateur                                                       | John Fowles                          | 1963      |
| 87  | Gideon's Day Gideon of Scotland Yard                           | 24 heures de la vie d'un flic (en) (film)                                            | J. J. Marric                         | 1955      |
| 88  | The Sun Chemist                                                | The Sun Chemist (en)                                                                 | Lionel Davidson                      | 1976      |
| 89  | The Guns of Navarone                                           | Les Canons de Navarone (film)                                                        | Alistair MacLean                     | 1957      |
| 90  | The Colour of Murder                                           | The Colour of Murder                                                                 | Julian Symons                        | 1957      |
| 91  | Greenmantle                                                    | Le Prophète au manteau vert (en) Le Manteau vert                                     | John Buchan                          | 1916      |
| 92  | The Riddle of the Sands                                        | L'Énigme des sables (en)                                                             | Erskine Childers                     | 1903      |
| 93  | Wobble to Death                                                | La Course ou la Vie                                                                  | Peter Lovesey                        | 1970      |
| 94  | Red Harvest                                                    | La Moisson rouge                                                                     | Dashiell Hammett                     | 1929      |
| 95  | The Key to Rebecca                                             | Le Code Rebecca                                                                      | Ken Follett                          | 1980      |
| 96  | Sadie When She Died                                            | Après le trépas                                                                      | Ed McBain                            | 1972      |
| 97  | The Murder of the Maharajah                                    | Le Meurtre du Maharaja                                                               | H. R. F. Keating                     | 1980      |
| 98  | What Bloody Man Is That?                                       | What Bloody Man is That?                                                             | Simon Brett                          | 1987      |
| 99  | Shooting Script                                                | Je vends ma peau (en)                                                                | Gavin Lyall                          | 1966      |
| 100 | The Four Just Men                                              | Les Quatre Justiciers                                                                | Edgar Wallace                        | 1906      |

## Liste américaine des cent meilleurs livres (Mystery Writers of America)
| no  | Titre original                                                              | Titre français                                         | Auteur                    | Année     | CWA     | Rang   |
| --- | --------------------------------------------------------------------------- | ------------------------------------------------------ | ------------------------- | --------- | ------- | ------ |
| 1   | Canon of Sherlock Holmes                                                    | Canon de Sherlock Holmes (56 nouvelles et 4 romans)    | Arthur Conan Doyle        | 1887–1927 | ✔️ · ❌ | 21, 32 |
| 2   | The Maltese Falcon                                                          | Le Faucon de Malte Le Faucon maltais                   | Dashiell Hammett          | 1930      | ✔️      | 10     |
| 3   | Tales of Mystery & Imagination                                              | Tales of Mystery and Imagination (contes)              | Edgar Allan Poe           | 1852      | ✔️      | 23     |
| 4   | The Daughter of Time                                                        | La Fille du temps                                      | Josephine Tey             | 1951      | ✔️      | 1      |
| 5   | Presumed Innocent                                                           | Présumé innocent                                       | Scott Turow               | 1987      | ✔️      | 48     |
| 6   | The Spy Who Came In From the Cold                                           | L'Espion qui venait du froid                           | John le Carré             | 1963      | ✔️      | 3      |
| 7   | The Moonstone                                                               | La Pierre de lune                                      | Wilkie Collins            | 1868      | ✔️      | 8      |
| 8   | The Big Sleep                                                               | Le Grand Sommeil                                       | Raymond Chandler          | 1939      | ✔️      | 2      |
| 9   | Rebecca                                                                     | Rebecca                                                | Daphne du Maurier         | 1938      | ✔️      | 6      |
| 10  | Ten Little Niggers Ten Little Indians And Then There Were None              | Dix Petits Nègres                                      | Agatha Christie           | 1939      | ✔️      | 19     |
| 11  | Anatomy of a Murder                                                         | Autopsie d'un meurtre                                  | Robert Traver             | 1958      | Non     |        |
| 12  | The Murder of Roger Ackroyd                                                 | Le Meurtre de Roger Ackroyd                            | Agatha Christie           | 1926      | ✔️      | 5      |
| 13  | The Long Goodbye                                                            | The Long Goodbye                                       | Raymond Chandler          | 1953      | ✔️      | 15     |
| 14  | The Postman Always Rings Twice                                              | Le facteur sonne toujours deux fois                    | James M. Cain             | 1934      | ✔️      | 30     |
| 15  | The Godfather                                                               | Le Parrain                                             | Mario Puzo                | 1969      | Non     |        |
| 16  | The Silence of the Lambs                                                    | Le Silence des agneaux                                 | Thomas Harris             | 1988      | Non     |        |
| 17  | The Mask of Dimitrios A Coffin for Dimitrios                                | Le Masque de Dimitrios                                 | Eric Ambler               | 1939      | ✔️      | 24     |
| 18  | Gaudy Night                                                                 | Le Cœur et la Raison                                   | Dorothy L. Sayers         | 1935      | ✔️      | 4      |
| 19  | Witness for the Prosecution                                                 | Témoin à charge (pièce de théâtre)                     | Agatha Christie           | 1948      | Non     |        |
| 20  | The Day of the Jackal                                                       | Chacal                                                 | Frederick Forsyth         | 1971      | ✔️      | 17     |
| 21  | Farewell My Lovely                                                          | Adieu, ma jolie                                        | Raymond Chandler          | 1940      | ✔️      | 7      |
| 22  | The Thirty-Nine Steps                                                       | Les Trente-neuf Marches Les 39 Marches                 | John Buchan               | 1915      | ✔️      | 20     |
| 23  | Il nome della rosa                                                          | Le Nom de la rose                                      | Umberto Eco               | 1980      | ✔️      | 13     |
| 24  | Преступление и наказание (Crime and Punishment )                            | Crime et Châtiment                                     | Fiodor Dostoïevski        | 1866      | Non     |        |
| 25  | Storm Island Eye of the Needle                                              | L'Arme à l'œil                                         | Ken Follett               | 1978      | Non     |        |
| 26  | Rumpole of the Bailey                                                       | Rumpole of the Bailey (en)                             | John Mortimer             | 1978      | Non     |        |
| 27  | Red Dragon                                                                  | Dragon rouge                                           | Thomas Harris             | 1981      | Non     |        |
| 28  | The Nine Tailors                                                            | Les Neuf Tailleurs                                     | Dorothy L. Sayers         | 1934      | ✔️      | 18     |
| 29  | Fletch                                                                      | Fletch (en)                                            | Gregory Mcdonald          | 1974      | Non     |        |
| 30  | Tinker, Tailor, Soldier, Spy                                                | La Taupe                                               | John le Carré             | 1974      | ✔️      | 33     |
| 31  | The Thin Man                                                                | L'Introuvable                                          | Dashiell Hammett          | 1934      | Non     |        |
| 32  | The Woman in White                                                          | La Femme en blanc La Dame en blanc                     | Wilkie Collins            | 1860      | ✔️      | 28     |
| 33  | Trent's Last Case                                                           | L'Affaire Manderson                                    | E. C. Bentley             | 1913      | ✔️      | 34     |
| 34  | Double Indemnity                                                            | Double Indemnité (en)                                  | James M. Cain             | 1943      | Non     |        |
| 35  | Gorky Park                                                                  | Parc Gorki (en)                                        | Martin Cruz Smith         | 1981      | ✔️      | 82     |
| 36  | Strong Poison                                                               | Poison violent Lord Peter, détective                   | Dorothy L. Sayers         | 1930      | ✔️      | 67     |
| 37  | Dance Hall of the Dead                                                      | Là où dansent les morts                                | Tony Hillerman            | 1973      | Non     |        |
| 38  | The Hot Rock                                                                | Pierre qui roule Pierre qui brûle                      | Donald E. Westlake        | 1970      | Non     |        |
| 39  | Red Harvest                                                                 | La Moisson rouge                                       | Dashiell Hammett          | 1929      | ✔️      | 94     |
| 40  | The Circular Staircase                                                      | L'Escalier en spirale (en) L'Escalier en colimaçon     | Mary Roberts Rinehart     | 1908      | Non     |        |
| 41  | Murder on the Orient Express Murder in the Calais Coach Murder on the Train | Le Crime de l'Orient-Express                           | Agatha Christie           | 1934      | Non     |        |
| 42  | The Firm                                                                    | La Firme                                               | John Grisham              | 1991      | Non     |        |
| 43  | The IPCRESS File                                                            | Ipcress, danger immédiat                               | Len Deighton              | 1962      | ✔️      | 9      |
| 44  | Laura                                                                       | Laura (en)                                             | Vera Caspary              | 1942      | Non     |        |
| 45  | I, the Jury                                                                 | J'aurai ta peau                                        | Mickey Spillane           | 1947      | Non     |        |
| 46  | Den skrattande polisen (The Laughing Policeman)                             | Le Policier qui rit (en) Le Massacre de l'autobus      | Maj Sjöwall et Per Wahlöö | 1968      | Non     |        |
| 47  | Bank Shot                                                                   | Comment voler une banque Le Paquet                     | Donald E. Westlake        | 1972      | Non     |        |
| 48  | The Third Man                                                               | Le Troisième Homme                                     | Graham Greene             | 1950      | ✔️      | 72     |
| 49  | The Killer Inside Me                                                        | Le Démon dans ma peau L'Assassin qui est en moi        | Jim Thompson              | 1952      | Non     |        |
| 50  | Where Are the Children?                                                     | La Maison du guet                                      | Mary Higgins Clark        | 1975      | Non     |        |
| 51  | "A" Is for Alibi                                                            | A comme Alibi (en) Bluff mortel - (A is for Alibi)     | Sue Grafton               | 1982      | Non     |        |
| 52  | The First Deadly Sin                                                        | Chevaliers d'orgueil                                   | Lawrence Sanders          | 1973      | Non     |        |
| 53  | A Thief of Time                                                             | Le Voleur de temps                                     | Tony Hillerman            | 1989      | ✔️      | 69     |
| 54  | In Cold Blood                                                               | De sang-froid                                          | Truman Capote             | 1966      | Non     |        |
| 55  | Rogue Male                                                                  | Le Solitaire (en)                                      | Geoffrey Household        | 1939      | ✔️      | 14     |
| 56  | Murder Must Advertise                                                       | Lord Peter et l'Autre                                  | Dorothy L. Sayers         | 1933      | ✔️      | 22     |
| 57  | The Innocence of Father Brown                                               | La Clairvoyance du père Brown (nouvelles)              | G. K. Chesterton          | 1911      | Non     |        |
| 58  | Smiley's People                                                             | Les Gens de Smiley                                     | John le Carré             | 1979      | Non     |        |
| 59  | The Lady in the Lake                                                        | La Dame du lac                                         | Raymond Chandler          | 1943      | ✔️      | 47     |
| 60  | To Kill a Mockingbird                                                       | Ne tirez pas sur l'oiseau moqueur                      | Harper Lee                | 1960      | Non     |        |
| 61  | Our Man in Havana                                                           | Notre agent à La Havane                                | Graham Greene             | 1958      | Non     |        |
| 62  | The Mystery of Edwin Drood                                                  | Le Mystère d'Edwin Drood                               | Charles Dickens           | 1870      | Non     |        |
| 63  | Wobble to Death                                                             | La Course ou la Vie                                    | Peter Lovesey             | 1970      | ✔️      | 93     |
| 64  | Ashenden                                                                    | Mr Ashenden, agent secret (nouvelles)                  | William Somerset Maugham  | 1928      | Non     |        |
| 65  | The Seven-Per-Cent Solution                                                 | La Solution à 7 % (en)                                 | Nicholas Meyer            | 1974      | Non     |        |
| 66  | The Doorbell Rang                                                           | On sonne à la porte                                    | Rex Stout                 | 1965      | Non     |        |
| 67  | Stick                                                                       | Stick, le justicier de Miami                           | Elmore Leonard            | 1983      | Non     |        |
| 68  | The Little Drummer Girl                                                     | La Petite Fille au tambour                             | John le Carré             | 1983      | Non     |        |
| 69  | Brighton Rock                                                               | Rocher de Brighton                                     | Graham Greene             | 1938      | ✔️      | 46     |
| 70  | Dracula                                                                     | Dracula                                                | Bram Stoker               | 1897      | Non     |        |
| 71  | The Talented Mr. Ripley                                                     | Monsieur Ripley                                        | Patricia Highsmith        | 1955      | ✔️      | 45     |
| 72  | The Moving Toyshop                                                          | The Moving Toyshop                                     | Edmund Crispin            | 1946      | ✔️      | 25     |
| 73  | A Time to Kill                                                              | Non coupable                                           | John Grisham              | 1989      | Non     |        |
| 74  | Last Seen Wearing ...                                                       | On recherche                                           | Hillary Waugh             | 1952      | ✔️      | 12     |
| 75  | Little Caesar                                                               | Le Petit César                                         | W. R. Burnett             | 1929      | Non     |        |
| 76  | The Friends of Eddie Coyle                                                  | Les Copains d'Eddie Coyle                              | George V. Higgins         | 1972      | Non     |        |
| 77  | Clouds of Witness                                                           | Trop de témoins pour Lord Peter Le duc est un assassin | Dorothy L. Sayers         | 1927      | Non     |        |
| 78  | From Russia, with Love                                                      | Bons Baisers de Russie Échec à l'Orient-Express        | Ian Fleming               | 1957      | ✔️      | 35     |
| 79  | Beast in View                                                               | Mortellement vôtre                                     | Margaret Millar           | 1955      | ✔️      | 75     |
| 80  | Smallbone Deceased                                                          | Affaire Smallbone                                      | Michael Gilbert           | 1950      | ✔️      | 64     |
| 81  | The Franchise Affair                                                        | Elle n'en pense pas un mot                             | Josephine Tey             | 1948      | ✔️      | 11     |
| 82  | Crocodile on the Sandbank                                                   | Un crocodile sur un banc de sable                      | Elizabeth Peters          | 1975      | Non     |        |
| 83  | Shroud for a Nightingale                                                    | Meurtres en blouse blanche (en)                        | P. D. James               | 1971      | Non     |        |
| 84  | The Hunt for Red October                                                    | Octobre rouge                                          | Tom Clancy                | 1984      | Non     |        |
| 85  | Chinaman's Chance                                                           | Chinaman's Chance                                      | Ross Thomas               | 1978      | Non     |        |
| 86  | The Secret Agent                                                            | L'Agent secret                                         | Joseph Conrad             | 1907      | Non     |        |
| 87  | The Dreadful Lemon Sky                                                      | The Dreadful Lemon Sky (en)                            | John D. MacDonald         | 1975      | Non     |        |
| 88  | The Glass Key                                                               | La Clé de verre                                        | Dashiell Hammett          | 1931      | ✔️      | 31     |
| 89  | A Judgement in Stone                                                        | L'Analphabète                                          | Ruth Rendell              | 1977      | ✔️      | 39     |
| 90  | Brat Farrar Come and Kill Me                                                | En trompe-l'œil (en) Retour au bercail                 | Josephine Tey             | 1950      | Non     |        |
| 91  | The Chill                                                                   | Le Frisson                                             | Ross Macdonald            | 1963      | Non     |        |
| 92  | Devil in a Blue Dress                                                       | Le Diable en robe bleue (en)                           | Walter Mosley             | 1990      | Non     |        |
| 93  | The Choirboys                                                               | Patrouilles de nuit (en)                               | Joseph Wambaugh           | 1975      | Non     |        |
| 94  | God Save the Mark                                                           | Divine Providence Le Pigeon récalcitrant               | Donald E. Westlake        | 1967      | Non     |        |
| 95  | Home Sweet Homicide:                                                        | Maman déteste la police                                | Craig Rice                | 1944      | Non     |        |
| 96  | The Hollow Man The Three Coffins                                            | Trois cercueils se refermeront                         | John Dickson Carr         | 1935      | ✔️      | 40     |
| 97  | Prizzi's Honour Prizzi's Honor                                              | Prizzi's Honor                                         | Richard Condon            | 1982      | Non     |        |
| 98  | The Steam Pig                                                               | Le Cochon qui fume                                     | James McClure             | 1974      | Non     |        |
| 99  | Time and Again                                                              | Le Voyage de Simon Morley                              | Jack Finney               | 1970      | Non     |        |
| 100 | A Morbid Taste for Bones                                                    | Trafic de reliques                                     | Ellis Peters              | 1977      | ✔️      | 42     |
| 100 | Rosemary's Baby                                                             | Un bébé pour Rosemary                                  | Ira Levin                 | 1967      | Non     |        |

### Autres listes
- (en) H. R. F. Keating, Crime and Mystery: the 100 Best Books (1987) – Tey, Chandler, Sayers, Christie, Collins, Hammett, Waugh, Iles, Doyle, Poe, Crispin, Allingham, Lovesey, Rendell (Vine), Cain, McBain, Highsmith, Carr, Innes, James, Hill, Gilbert, Hillerman, Millar, Blake, Brand, Hare, Creasey (Marric), Symons, Wallace ; Gregory Mcdonald, Westlake, Rinehart, Sjöwall & Wahlöö, Thompson, Chesterton, Dickens, Stout, Burnett, George V. Higgins, John D. MacDonald, Ross Macdonald, Wambaugh, McClure
- (fr) Hélène Amalric, Le guide des 100 polars incontournables (2008) – Chandler, Le Carré, Sayers, Christie, du Maurier, Collins, Hammett, Eco, Iles, Buchan, Doyle, Poe, Ambler, Rendell (Vine), Cain, McBain, Highsmith, Carr, James, Hillerman, Pargeter (Ellis Peters), Greene ; Harris, DostoÏevski, Westlake, Caspary, Spillane, Sjöwall & Wahlöö, Thompson, Capote, Chesterton, Dickens, Maugham, Leonard, Burnett, Wambaugh
- (en + fr) Les cent meilleurs romans policiers français de tous les temps (2014)